# Shanghexi (sockenhuvudort i Kina, Hunan Sheng, lat 29,48, long 109,80)
Shanghexi (kinesiska: 上河溪, 上河溪乡) är en sockenhuvudort i Kina. Den ligger i provinsen Hunan, i den södra delen av landet, omkring 340 kilometer nordväst om provinshuvudstaden Changsha. Antalet invånare är 11 527. Befolkningen består av 5 471 kvinnor och 6 056 män. Barn under 15 år utgör 21,0 %, vuxna 15-64 år 66 %, och äldre över 65 år 12,0 %.
Runt Shanghexi är det ganska tätbefolkat, med 116 invånare per kvadratkilometer. Närmaste större samhälle är Chenjiahe, 16,9 km öster om Shanghexi. I omgivningarna runt Shanghexi växer i huvudsak blandskog.
Genomsnittlig årsnederbörd är 1 711 millimeter. Den regnigaste månaden är maj, med i genomsnitt 288 mm nederbörd, och den torraste är december, med 22 mm nederbörd.